# Eric Ahlin

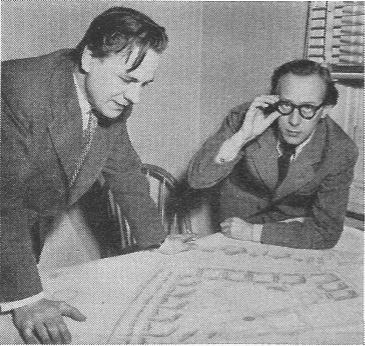
Eric Ahlin och Bertil Ringqvist, 1952

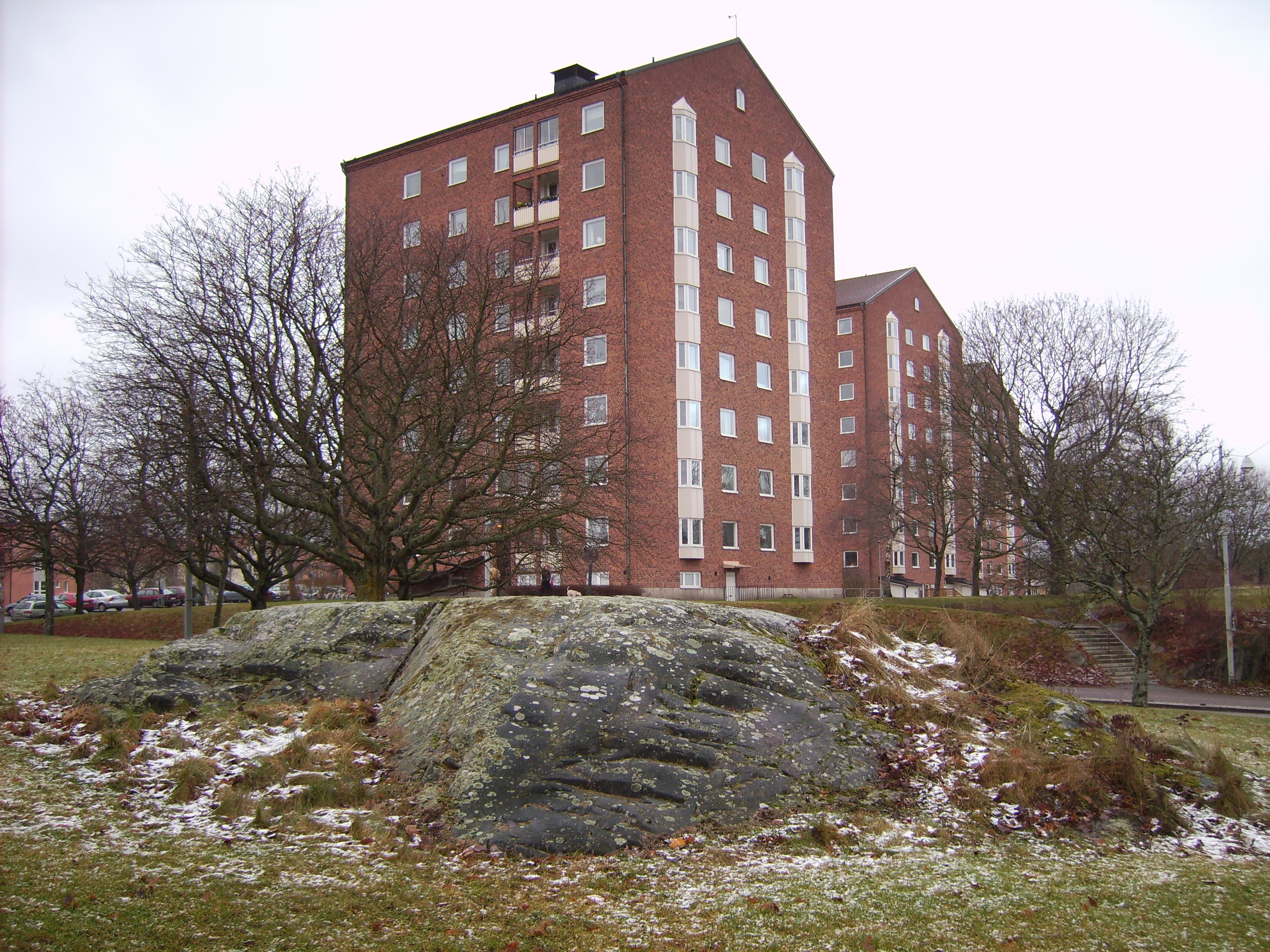
Såpkullen, Norrköping, 1947

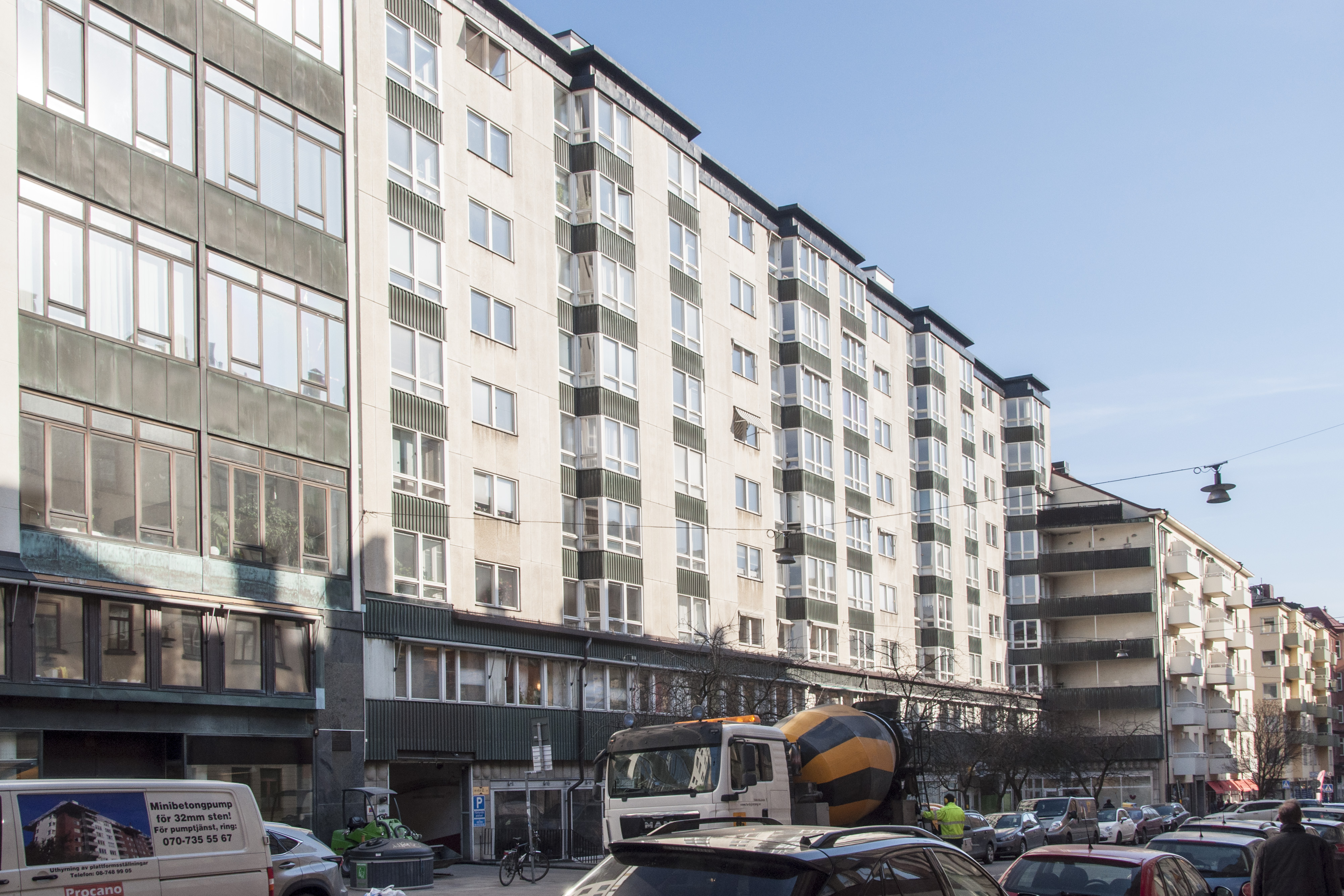
Geten 25, Stockholm, 1963

Johan Eric Ahlin, född 4 juni 1915 i Stenstorp, död 20 september 1998 i Danderyd, var en svensk arkitekt
Efter studentexamen på Härnösands tekniska gymnasium 1936 och arkitektexamen på Kungliga Tekniska högskolan i Stockholm 1942 blev Eric Ahlin arkitekt på Bostadsstyrelsen där han verkade 1942–1945. Sedan han vunnit arkitekttävlingen kring bostadsområdet Såpkullen i Norrköping 1945 startade han eget arkitektkontor i Danderyd och Norrköping. År 1973 grundade han Lodet Fastighets AB i Stockholm, vilket 1996 köptes upp av kommunägda Svenska Bostäder i samma stad. Ahlin är begravd på Danderyds kyrkogård.

## Verk i urval
- Bostadsområdet Såpkullen i Norrköping, tillsammans med Bertil Ringqvist, 1947.
- Bergsrådet 2, Stockholm, tillsammans med Bertil Ringqvist, 1953.[1]
- Rikskanslern 1, Stockholm, tillsammans med Bertil Ringqvist, 1953.[1]
- Kommerserådet 3, Stockholm, tillsammans med Bertil Ringqvist, 1953.[2]
- Domhavanden 3, Stockholm, tillsammans med Bertil Ringqvist, 1953.[3]
- Mjölkkammaren 3, Stockholm, tillsammans med Bertil Ringqvist, 1954.[4]
- Gemaket 3 & 4, Stockholm, tillsammans med Bertil Ringqvist, 1955.[5][6]
- Mörbyskogens bostadsområde i Danderyd, 1962.
- Mörby centrum, Danderyd.
- Geten 24, Stockholm, 1963.[7]
- Mimer 5 & 7, för Stockholms högskola, 1963–1965.[8][9]
- Garage i Mörbyskogen, Danderyd, 1964.
- Åldringsvårdscentrum i Hageby, Norrköping, 1964–1968.
- Bostadsområdet Navestad i Norrköping, 1972.
- Stadshuset i Nynäshamn.
- Pensionärshem i Nynäshamn.